# Abra californica
Abra californica is een tweekleppigensoort uit de familie van de Semelidae. De wetenschappelijke naam van de soort werd in 1970 gepubliceerd door Knudsen.